# Ramon González Sanmartí

Ramon González Sanmartí (Granollers, maig 1920 - Barcelona, 13 juny 1948), conegut com El Nano i El Nano de Granollers, fou un guerriller anarcosindicalista militant de la CNT. Formà part de la Columna Durruti durant la Guerra civil. Patí l'internament en diversos camps de concentració francesos. Formà part de la Resistència francesa i posteriorment del maquis antifranquista. Morí a Barcelona en un enfrontament amb la policia.

## Biografia
Nascut a Granollers, als tretze anys treballava d'aprenent a la fàbrica Roca Umbert, de teixits de cotó. El 1933 es va afiliar a la CNT i l'any següent ja va patir la primera detenció i empresonament per la participació a la vaga revolucionaria d'octubre de 1934. Va obtenir la llibertat al cap d'un any. Es va integrar a les Joventuts Llibertàries de Granollers i va formar el primer comitè comarcal. El maig de 1936 va ser el representant del Vallès Oriental al ple regional que es va celebrar a Badalona.
Els dies següents al cop d'estat del 18 de juliol, va participar en els combats de Barcelona i posteriorment va marxar al front d'Aragó amb la milícia de Ginés Mayordomo Moreno, que va acabar integrada a la Columna Roja i Negra. Només tenia setze anys i per decisió del general Sebastián Pozas Perea, va ser llicenciat. El 1938 amb l'enfonsament del front de l'Exèrcit de l'Est, es va tornar a enrolar a la 26a Divisió i va combatre a les comarques de la Noguera i del Pallars Jussà.
Amb la derrota del bàndol republicà i la retirada, el febrer de 1939 va ser enviat successivament al camp d'internament de Vernet, al camp d'Agde, al camp de Barcarès, al camp d'Argelers i al camp de Sant Cebrià. Per fugir d'aquella situació, es va allistar a la Legió estrangera francesa i va ser destinat al Marroc, on va contraure una malaltia i va ser llicenciat. De tornada a França, va ser detingut pels nazis a la regió de Tolosa i enviat com a treballador forçat a Seta, d'on va fugir novament, i va entrar a formar part de la resistència, fent d'enllaç entre els exiliats espanyols de la CNT d'aquella zona.
Després de l'alliberament de França, va participar en la reorganització de la Federació Ibérica de Joventuts Llibertàries (FIJL) i posteriorment es va integrar a la guerrilla antifranquista, formant part dels grups d'acció que actuaven a Catalunya, amb Joan Cazorla, Domènec Ibars, Pere Adrover i Celedonio García Casino. Amb ells va participar el 1947 en els atracaments a la fàbrica Umbert i al Banc de Bilbao de Granollers.
El juliol de 1947, juntament amb Josep Pareja, Antoni Gil Oliver, Josep Villegas Izquierdo i Pere Adrover va participar en l'execució d'Eliseu Melis Díaz, considerat un traïdor i confident de la policia.
A finals d'octubre, El Nano va tornar a França i es va integrar en el grup de Josep Lluís Facerias. Tenien com a base guerrillera el Mas Tartàs, al terme de Palau de Cerdanya. A primers de desembre de 1947, mentre inspeccionaven una remesa d'armes, va explotar una granada de ma que va ferir Mariano Puzo Cavero i Francesc Ballester Orovitg. Malgrat tot, el 18 del mateix mes, va acompanyar Josep Lluís Facerias i els seus homes en l'atracament al Banc Espanyol de Crèdit de Barcelona, on van aconseguir un botí de 180.000 pessetes.
Durant els primers mesos de 1948, va travessar la frontera diverses vegades com a delegat de la FIJL, amb Joan Alcácer Albert i el guia Jeroni Faló Villanueva. El 13 de juny, a Barcelona, quan anava a una cita, acompanyat de Victor García, Raul Carballeira i Joan Cazorla, van caure en una emboscada desplegada per la policia, entre els carrers de Tallers, Valldonzella i la plaça del Bonsuccés. Ramon González Sanmartí El Nano, va resultar mort d'un tret al front, Joan Cazorla va caure ferit, però va sobreviure i va poder fugir, essent curat pel metge llibertari Josep Pujol i Grua. Raul Carballeira va ser abatut poc després per la Guardia Civil a Montjuïc.
El 17 juny 2023, l'Ajuntament de Granollers va retre homenatge a Ramon González Sanmartí en el 75è aniversari de la seva mort.